# Élections au Parlement de Navarre de 2019
Les élections au Parlement de Navarre de 2019 (en espagnol : elecciones al Parlamento de Cantabria de 2019) se tiennent le 26 mai 2019, afin d'élire les 50 députés de la Xe législature du Parlement, pour un mandat de quatre ans.

## Contexte

### Enjeux
Le Parlement de Navarre est la législature décentralisée et monocamérale de la communauté forale de Navarre, dotée d'un pouvoir législatif en matière régionale tel que défini par la Constitution espagnole et le statut d'autonomie de Navarre, ainsi que de la capacité de voter la confiance en un président du gouvernement ou de la retirer. Conformément à l'article 69.5 de la Constitution, le Parlement de Navarre a la faculté de désigner des sénateurs représentant la communauté autonome au Sénat.

### Dissolution du Parlement
Le mandat du Parlement de Navarre expire quatre ans après la date de son élection précédente, à moins qu'il n'ait été dissous plus tôt. Le président de Navarre doit déclencher des élections vingt-cinq jours avant la date d'expiration des pouvoirs du Parlement, le jour des élections ayant lieu le cinquante-quatrième jour suivant celui de la convocation et devant correspondre au quatrième dimanche du mois de mai. La séance constitutive a lieu dans un délai d'un mois à compter de la célébration des élections.
Le président de Navarre a néanmoins la possibilité de dissoudre le Parlement et de convoquer des élections à tout moment, à condition qu'aucune motion de censure ne soit en cours et que cette dissolution n'intervienne pas moins d'an après la précédente, ni lorsqu'il ne reste qu'un an avant l'expiration naturelle de la législature ou qu'un processus électoral national est en cours. Si un processus d'investiture échoue à élire un président régional dans un délai de trois mois à compter des élections au Parlement de Navarre, celui-ci est automatiquement dissous et une nouvelle élection est déclenchée.

## Mode de scrutin
Conformément à l'article 15 du statut d'autonomie de Navarre, le Parlement est composé d'un nombre de députés compris entre quarante et soixante. La loi électorale de Navarre 16/1986 fixe ce nombre à 50 députés (en espagnol : diputados) élus pour une législature de quatre ans au suffrage universel direct et suivant le scrutin proportionnel d'Hondt à listes fermées par l'ensemble des personnes résidant dans la communauté autonome où résidant momentanément à l'extérieur de celle-ci, si elles en font la demande.
Conformément à l'article 9 de la loi électorale, la circonscription électorale correspond à l'ensemble du territoire de la communauté autonome.
Comme dans toute l'Espagne, le vote blanc est reconnu et comptabilisé comme un vote valide. Il est par conséquent pris en compte pour déterminer si un parti a franchi ou non le seuil électoral. En revanche, conformément à l'article 96.5 de la LOREG, seuls les suffrages exprimés sont pris en compte pour la répartition des sièges à pourvoir.

### Conditions de candidature
La loi électorale prévoit que les partis, fédérations, coalitions et groupements électoraux sont autorisés à présenter des listes de candidats. Toutefois, les partis, fédérations ou coalitions qui n'ont pas obtenu de mandat aux Cortes lors de l'élection précédente sont tenus d'obtenir au moins la signature de 0,1 % des électeurs inscrits au registre électoral de la circonscription dans laquelle ils cherchent à se faire élire, alors que les regroupements d'électeurs sont tenus d'obtenir la signature d'au moins 1 % des électeurs. Il est interdit aux électeurs de signer pour plus d'une liste de candidats. En même temps, les partis et les fédérations qui ont l'intention d'entrer en coalition pour participer conjointement à une élection sont tenus d'informer la commission électorale compétente dans les dix jours suivant le déclenchement de l'élection. Les listes doivent comprendre des candidats des deux sexes dans une proportion non inférieure à 40 % l'un par rapport à l'autre.

### Répartition des sièges
Toute candidature qui n'a pas obtenu un minimum de 3 % des voix n'est pas admise à participer à la répartition des sièges. La répartition se déroule de la manière suivante :
- on ordonne les candidatures sur une colonne en allant de la plus votée vers la moins votée ;
- on divise le nombre de voix obtenues par chaque candidature par 1, 2, 3... jusqu'au nombre de sièges à pourvoir dans le but de former un tableau ;
- on attribue les sièges à pourvoir en tenant compte des plus grands quotients selon un ordre décroissant ;
- lorsque deux candidatures obtiennent un même quotient, le siège est attribué à celle qui a le plus grand nombre total de voix ; lorsque deux candidatures ont exactement le même nombre total de voix, l'égalité est résolue par tirage au sort et les suivantes de manière alternative.

Les sièges propres à chaque formation politique sont attribués aux candidats en suivant l'ordre de présentation sur la liste. En cas de décès, incapacité ou démission d'un député, le siège vacant revient au candidat ou, le cas échéant, au suppléant placé immédiatement derrière le dernier candidat élu de la liste.

## Campagne

### Principaux partis
| Parti | Parti                                                     | Chef de file        | Résultat en 2015            |
| ----- | --------------------------------------------------------- | ------------------- | --------------------------- |
|       | Navarra Suma (UPN-PP-Ciudadanos)                          | José Javier Esparza | 35,01 % des voix 17 députés |
|       | Geroa Bai                                                 | Uxue Barkos         | 15,8 % des voix 9 députés   |
|       | Euskal Herria Bildu                                       | Bakartxo Ruiz       | 14,3 % des voix 8 députés   |
|       | Podemos                                                   | Mikel Buil          | 13,7 % des voix 7 députés   |
|       | Parti socialiste de Navarre Partido socialista de Navarra | María Chivite       | 13,4 % des voix 7 députés   |
|       | Izquierda-Ezkerra                                         | Marisa de Simón     | 3,7 % des voix 2 députés    |

### Sondages
| Institut             | Date        | UPN         | GB          | EHB         | Podemos    | PSN          | PP         | IE         | Cs         | Autres |
| -------------------- | ----------- | ----------- | ----------- | ----------- | ---------- | ------------ | ---------- | ---------- | ---------- | ------ |
| Institut             | Date        |             |             |             |            |              |            |            |            |        |
| SyM Consulting       | juin 2018   | 24,3 % (13) | 15,44 % (8) | 14,47 % (8) | 5,32 % (3) | 20,01 % (11) | 2,42 % (0) | 5,93 % (3) | 7,62 % (4) | 2,63 % |
| El Español (Pour GB) | 6 juin 2018 | (14)        | (10)        | (8)         | (4)        | (8)          | (1)        | (2)        | (3)        |        |
| Gizaker              | juin 2018   | 24,8 % (13) | 19,6 % (11) | 14,5 % (8)  | 8,5 % (4)  | 13,7 % (7)   | 1,6 % (0)  | 7,2 % (4)  | 6,4 % (3)  | 3,7 %  |
| SyM Consulting       | 10/03/18    | 23,9 %      | 17,1 %      | 16,7 %      | 6 %        | 16 %         | 2,6 %      | 4,9 %      | 8,6 %      |        |

## Résultats

### Participation
| Taux de participation | En 2015 | En 2019 | Différence |
| --------------------- | ------- | ------- | ---------- |
| à 14 heures           | 40,51 % | 40,39 % | 0,12       |
| à 18 heures           | 55,76 % | 56,37 % | 0,61       |
| à 20 heures           | 68,26 % | 72,15 % | 3,89       |

### Voix et sièges
|                                |                                                    |         |       |      |        |               |
| Partis                         | Partis                                             | Voix    | %     | +/−  | Sièges | +/−           |
|                                | Navarra Suma (NA+)                                 | 127 346 | 36,57 | 2,24 | 20     | 3             |
|                                | Parti socialiste de Navarre (PSN-PSOE)             | 71 838  | 20,63 | 7,26 | 11     | 4             |
|                                | Geroa Bai (GB)                                     | 60 323  | 17,32 | 1,49 | 9      | en stagnation |
|                                | Euskal Herria Bildu (EH Bildu)                     | 50 631  | 14,54 | 0,29 | 7      | 1             |
|                                | Podemos                                            | 16 518  | 4,74  | 8,93 | 2      | 5             |
|                                | Gauche (IE)                                        | 10 472  | 3,01  | 0,68 | 1      | 1             |
|                                | Vox                                                | 4 546   | 1,31  | Nv.  | 0      | en stagnation |
|                                | Equo-Parti vert européen                           | 1 597   | 0,46  | 0,18 | 0      | en stagnation |
|                                | Parti cannabis (RNC)                               | 1 251   | 0,36  | 0,15 | 0      | en stagnation |
|                                | Liberté navarraise (Ln)                            | 502     | 0,14  | 0,14 | 0      | en stagnation |
|                                | Solidarité et autogestion internationaliste (SAIn) | 438     | 0,13  | 0,13 | 0      | en stagnation |
|                                | Blanc                                              | 2 731   | 0,78  | 1,18 |        |               |
|                                |                                                    |         |       |      |        |               |
| Votes valides                  | Votes valides                                      | 348 201 | 99,38 |      |        |               |
| Votes nuls                     | Votes nuls                                         | 2 169   | 0,62  |      |        |               |
| Total                          | Total                                              | 350 370 | 100   | -    | 50     | en stagnation |
| Abstentions                    | Abstentions                                        | 135 035 | 27,82 |      |        |               |
| Inscrits/Taux de participation | Inscrits/Taux de participation                     | 485 405 | 72,18 |      |        |               |

### Conséquences
Lors du scrutin, la liste du PSN-PSOE se place en deuxième position avec 20 % des voix et 11 députés sur 50. Si elle remporte neuf sièges de moins que l'alliance de centre droit Navarra Suma (NA+), elle devance GBai et peut donc prétendre à diriger l'exécutif navarrais.
María Chivite, candidate du PSN-PSOE, passe d'abord un accord en juillet avec GBai, Podemos et I-E afin de constituer un gouvernement de coalition bénéficiant de 23 élus sur 50, puis demande l'abstention de Bildu, sans rien négocier ni jamais ouvrir le dialogue avec eux. Elle obtient l'investiture du Parlement de Navarre le 2 août suivant par 23 voix pour, 22 voix contre et cinq abstentions, en présentant un programme dans la continuité de l'action de Barkos les quatre précédentes années, après avoir échoué la veille à réunir une majorité absolue des voix du fait du vote contre de Bildu. Cette dépendance à Bildu, présenté comme héritier de Batasuna, est fortement critiquée par le chef de file de NA+ Javier Esparza, la porte-parole nationale de Ciudadanos Lorena Roldán et la porte-parole parlementaire du Parti populaire (PP) Cayetana Álvarez de Toledo.